# El encantador
El encantador es una telenovela colombiana producida por Caracol Televisión en 2010. Está escrita por César Betancur y dirigida por Víctor Mallarino. Está protagonizada por Diego Cadavid y Juliana Galvis
Debido a sus bajos niveles de audiencia y el desgastado tema de las captadoras de dinero "pirámides" fue sacada del aire a los Tres días después de su estreno. Luego se emitió en la madrugada y finalizó sin aceptación alguna siendo superada por Inversiones el ABC de RCN Televisión.

## Sinopsis
Es la historia de un humilde hombre llamado Rolando Castaño Gómez que se convierte en el mayor estafador en la historia. Hábil haciendo cualquier cantidad de estafas y encantador con las mujeres y de personalidad desparpajada, el protagonista gana la confianza de todas las personas con las que habla para luego estafarlas. La historia toma nuevos rumbos cuando enamora a la hija de un abogados y la utiliza para sus espurios fines.

## Emisión en otros países
El estreno fue un éxito total en Ecuador siendo transmitida por Teleamazonas, superando a la telenovela Mi pecado emitida por Gama TV, Las detectivas y el Víctor de TC Televisión, La gran sangre de Canal Uno y la producción local El exitoso Lcdo. Cardoso de Ecuavisa.
Emitida en Guayaquil, esta telenovela alcanzó picos de 26.6% de cuota de pantalla y logró subir un 4.6% los encendidos de esta franja.

## Elenco
- Diego Cadavid.... Rolando Castaño
- Juliana Galvis... Luisa Solarte
- Víctor Mallarino.... El padre Jesús Adolfo Gaitán Forero
- Carlos Muñoz.... Miguel Ángel Solarte Rubiano
- Carina Cruz....Eiliana Giraldo
- Rodrigo Candamil.... Marco Benedetti Pombo
- Ernesto Benjumea... Juan Ignacio Solarte Santamaría
- Ana Bolena Meza.... Ruth de Rendón
- Andrés Parra.... Ramsés Colmenares
- Bibiana Navas.... Clemencia Quijano
- Estefanía Godoy.... Magnolia Rendón
- Andrea Gómez.... Yolanda Quijano
- Víctor Cifuentes.... Coronel Francisco Castro
- Jairo Camargo
- Jacques Touckmanian